# 奧格登堡 (佛羅里達州)
奧格登堡（英語：Fort Ogden）是位於美國佛羅里達州德索托縣的一個非建制地區。該地的面積和人口皆未知。

## 地理
奧格登堡的座標為27°05′13″N 81°57′11″W / 27.08694°N 81.95306°W，而該地的平均海拔高度為12米（即39英尺）。